# Schlettau
Schlettau település Németországban, azon belül Szászország tartományban. Lakosainak száma 2272 fő (2023. december 31.).

## Népesség
A település népességének változása:
| Lakosok száma | 2388 | 2392 | 2321 | 2322 | 2272 |
|               | 2017 | 2019 | 2021 | 2022 | 2023 |